# لیگ جهانی والیبال ۲۰۰۲
لیگ جهانی والیبال ۲۰۰۲ سیزدهمین دوره از رقابت‌های لیگ جهانی می‌باشد که از ۲۷ ژوئن تا ۱۸ اوت برگزار شد. دور نهایی این دوره در بلو هوریزونته و رسیفی، برزیل برگزار شد. در پایان، روسیه قهرمان این دوره از رقابت‌ها شد.

## گروه‌بندی
| گروه A                             | گروه B                            | گروه C                      | گروه D                           |
| ---------------------------------- | --------------------------------- | --------------------------- | -------------------------------- |
| برزیل · لهستان · آرژانتین · پرتغال | ایتالیا · اسپانیا · چین · ونزوئلا | روسیه · کوبا · هلند · آلمان | یوگسلاوی · فرانسه · یونان · ژاپن |

## دور نخست
- دو تیم برتر هر گروه به دور نهایی راه می‌یابند.

اگر برزیل به عنوان میزبان دور پایانی، اول یا دوم نشود، در دور نهایی به همراه بهترین سه تیم دوم این چهار گروه، در دور پایانی حضور خواهد داشت.

### گروه A
|      |          |          | مسابقات | مسابقات | ست‌ها | ست‌ها | ست‌ها  | امتیازها | امتیازها | امتیازها |
| رتبه | تیم      | امتیازها | برد     | باخت    | برد  | باخت | نسبت  | برد      | باخت     | نسبت     |
| ---- | -------- | -------- | ------- | ------- | ---- | ---- | ----- | -------- | -------- | -------- |
| ۱    | برزیل    | ۲۱       | ۹       | ۳       | ۳۱   | ۱۴   | ۲٫۲۱۴ | ۱٬۰۵۹    | ۹۲۶      | ۱٫۱۴۴    |
| ۲    | لهستان   | ۲۰       | ۸       | ۴       | ۲۸   | ۲۱   | ۱٫۳۳۳ | ۱٬۱۴۱    | ۱٬۱۱۶    | ۱٫۰۲۲    |
| ۳    | آرژانتین | ۱۶       | ۴       | ۸       | ۱۹   | ۲۶   | ۰٫۷۳۱ | ۱٬۰۰۴    | ۱۰۴۰     | ۰٫۹۶۵    |
| ۴    | پرتغال   | ۱۵       | ۳       | ۹       | ۱۵   | ۳۲   | ۰٫۴۶۹ | ۹۷۶      | ۱۰۹۸     | ۰٫۸۸۹    |

### نتایج گروه A[۱]
| تاریخ    |          | نتیجه |          | ست ۱  | ست ۲  | ست ۳  | ست ۴  | ست ۵  | مجموع   |
| -------- | -------- | ----- | -------- | ----- | ----- | ----- | ----- | ----- | ------- |
| ۲۸ ژوئن  | برزیل    | ۳–۱   | آرژانتین | ۲۳–۲۵ | ۲۵–۱۷ | ۲۵–۲۳ | ۲۵–۲۰ |       | ۹۸–۸۵   |
| ۲۹ ژوئن  | برزیل    | ۳–۰   | آرژانتین | ۲۵–۲۱ | ۲۵–۲۱ | ۲۵–۱۹ |       |       | ۷۵–۶۱   |
| ۲۹ ژوئن  | پرتغال   | ۳–۲   | لهستان   | ۲۱–۲۵ | ۲۵–۱۹ | ۲۸–۳۰ | ۲۵–۲۱ | ۱۵–۱۳ | ۱۱۴–۱۰۸ |
| ۳۰ ژوئن  | پرتغال   | ۲–۳   | لهستان   | ۲۵–۲۲ | ۲۵–۲۳ | ۱۷–۲۵ | ۲۲–۲۵ | ۱۵–۱۷ | ۱۰۴–۱۱۲ |
| ۶ ژوئیه  | پرتغال   | ۰–۳   | برزیل    | ۱۶–۲۵ | ۲۴–۲۶ | ۲۲–۲۵ |       |       | ۶۲–۷۶   |
| ۶ ژوئیه  | آرژانتین | ۳–۰   | لهستان   | ۲۵–۲۲ | ۳۶–۳۴ | ۲۵–۱۹ |       |       | ۸۶–۷۵   |
| ۷ ژوئیه  | آرژانتین | ۳–۰   | لهستان   | ۲۵–۲۳ | ۳۳–۳۱ | ۲۵–۲۱ |       |       | ۸۳–۷۵   |
| ۷ ژوئیه  | پرتغال   | ۰–۳   | برزیل    | ۱۷–۲۵ | ۱۷–۲۵ | ۱۷–۲۵ |       |       | ۵۱–۷۵   |
| ۱۲ ژوئیه | برزیل    | ۰–۳   | لهستان   | ۲۱–۲۵ | ۲۲–۲۵ | ۲۵–۲۷ |       |       | ۶۸–۷۷   |
| ۱۳ ژوئیه | برزیل    | ۳–۲   | لهستان   | ۳۰–۲۸ | ۲۲–۲۵ | ۲۱–۲۵ | ۲۵–۱۰ | ۱۵–۹  | ۱۱۳–۹۷  |
| ۱۳ ژوئیه | پرتغال   | ۳–۱   | آرژانتین | ۱۹–۲۵ | ۲۵–۲۳ | ۲۵–۲۲ | ۲۵–۲۳ |       | ۹۴–۹۳   |
| ۱۴ ژوئیه | پرتغال   | ۳–۲   | آرژانتین | ۲۵–۲۱ | ۱۴–۲۵ | ۲۲–۲۵ | ۲۵–۱۸ | ۱۵–۱۱ | ۱۰۱–۱۰۰ |
| ۱۹ ژوئیه | برزیل    | ۳–۰   | پرتغال   | ۲۵–۲۳ | ۲۵–۱۵ | ۲۵–۱۷ |       |       | ۷۵–۵۵   |
| ۱۹ ژوئیه | لهستان   | ۳–۱   | آرژانتین | ۲۳–۲۵ | ۲۵–۲۲ | ۲۵–۲۰ | ۲۵–۱۸ |       | ۹۸–۸۵   |
| ۲۰ ژوئیه | برزیل    | ۳–۰   | پرتغال   | ۲۵–۱۴ | ۲۵–۱۶ | ۲۵–۱۷ |       |       | ۷۵–۴۷   |
| ۲۰ ژوئیه | لهستان   | ۳–۰   | آرژانتین | ۲۵–۱۳ | ۲۷–۲۵ | ۲۵–۲۰ |       |       | ۷۷–۵۸   |
| ۲۶ ژوئیه | لهستان   | ۳–۲   | برزیل    | ۲۵–۲۳ | ۲۰–۲۵ | ۲۲–۲۵ | ۲۵–۲۳ | ۱۵–۱۳ | ۱۰۷–۱۰۹ |
| ۲۷ ژوئیه | لهستان   | ۳–۲   | برزیل    | ۲۵–۲۲ | ۲۳–۲۵ | ۲۷–۲۵ | ۲۱–۲۵ | ۱۵–۱۲ | ۱۱۱–۱۰۹ |
| ۲۷ ژوئیه | آرژانتین | ۳–۰   | پرتغال   | ۲۵–۱۸ | ۲۵–۲۰ | ۲۵–۱۸ |       |       | ۷۵–۵۶   |
| ۲۸ ژوئیه | آرژانتین | ۳–۲   | پرتغال   | ۲۵–۱۹ | ۲۶–۲۴ | ۲۱–۲۵ | ۱۸–۲۵ | ۱۵–۱۲ | ۱۰۵–۱۰۵ |
| ۲ اوت    | لهستان   | ۳–۱   | پرتغال   | ۲۶–۲۸ | ۲۵–۲۱ | ۲۵–۲۰ | ۲۵–۲۲ |       | ۱۰۱–۹۱  |
| ۲ اوت    | آرژانتین | ۲–۳   | برزیل    | ۲۵–۱۷ | ۱۹–۲۵ | ۲۰–۲۵ | ۲۷–۲۵ | ۱۳–۱۵ | ۱۰۴–۱۰۷ |
| ۳ اوت    | لهستان   | ۳–۱   | پرتغال   | ۳۵–۳۳ | ۲۵–۱۵ | ۲۰–۲۵ | ۲۵–۲۳ |       | ۱۰۵–۹۶  |
| ۳ اوت    | آرژانتین | ۰–۳   | برزیل    | ۲۷–۲۹ | ۲۲–۲۵ | ۲۰–۲۵ |       |       | ۶۹–۷۹   |

### گروه B
|      |         |          | مسابقات | مسابقات | ست‌ها | ست‌ها | ست‌ها  | امتیازها | امتیازها | امتیازها |
| رتبه | تیم     | امتیازها | برد     | باخت    | برد  | باخت | نسبت  | برد      | باخت     | نسبت     |
| ---- | ------- | -------- | ------- | ------- | ---- | ---- | ----- | -------- | -------- | -------- |
| ۱    | ایتالیا | ۲۳       | ۱۱      | ۱       | ۳۳   | ۱۰   | ۳٫۳۰۰ | ۱٬۰۴۴    | ۹۰۸      | ۱٫۱۵۰    |
| ۲    | اسپانیا | ۲۰       | ۸       | ۴       | ۲۶   | ۱۸   | ۱٫۴۴۴ | ۱٬۰۰۲    | ۱٬۰۰۸    | ۰٫۹۹۴    |
| ۳    | چین     | ۱۶       | ۴       | ۸       | ۲۱   | ۲۷   | ۰٫۷۷۸ | ۱٬۰۶۹    | ۱۰۸۸     | ۰٫۹۸۳    |
| ۴    | ونزوئلا | ۱۳       | ۱       | ۱۱      | ۹    | ۳۴   | ۰٫۲۶۵ | ۹۳۶      | ۱۰۴۷     | ۰٫۸۹۴    |

### نتایج گروه B[۲]
| تاریخ    |         | نتیجه |         | ست ۱  | ست ۲  | ست ۳  | ست ۴  | ست ۵  | مجموع   |
| -------- | ------- | ----- | ------- | ----- | ----- | ----- | ----- | ----- | ------- |
| ۲۸ ژوئن  | چین     | ۲–۳   | ایتالیا | ۲۷–۲۵ | ۲۳–۲۵ | ۲۵–۱۸ | ۱۱–۲۵ | ۸–۱۵  | ۹۴–۱۰۸  |
| ۲۸ ژوئن  | اسپانیا | ۳–۰   | ونزوئلا | ۲۵–۲۱ | ۲۵–۲۳ | ۲۵–۲۱ |       |       | ۷۵–۶۵   |
| ۳۰ ژوئن  | اسپانیا | ۳–۰   | ونزوئلا | ۲۵–۲۳ | ۲۵–۱۹ | ۳۱–۲۹ |       |       | ۸۱–۷۱   |
| ۳۰ ژوئن  | چین     | ۰–۳   | ایتالیا | ۲۰–۲۵ | ۱۸–۲۵ | ۲۳–۲۵ |       |       | ۶۱–۷۵   |
| ۵ ژوئیه  | ایتالیا | ۳–۱   | ونزوئلا | ۲۵–۲۱ | ۲۵–۱۸ | ۲۲–۲۵ | ۲۵–۲۱ |       | ۹۷–۸۵   |
| ۶ ژوئیه  | اسپانیا | ۳–۰   | چین     | ۲۵–۲۲ | ۲۵–۲۳ | ۲۵–۱۷ |       |       | ۷۵–۶۲   |
| ۷ ژوئیه  | اسپانیا | ۳–۱   | چین     | ۱۹–۲۵ | ۲۵–۱۹ | ۲۵–۲۲ | ۲۵–۲۳ |       | ۹۴–۸۹   |
| ۷ ژوئیه  | ایتالیا | ۳–۰   | ونزوئلا | ۲۵–۱۹ | ۲۵–۲۱ | ۲۵–۱۸ |       |       | ۷۵–۵۸   |
| ۱۲ ژوئیه | ایتالیا | ۳–۱   | چین     | ۲۰–۲۵ | ۲۵–۲۳ | ۲۵–۲۱ | ۲۵–۲۱ |       | ۹۵–۹۰   |
| ۱۲ ژوئیه | ونزوئلا | ۰–۳   | اسپانیا | ۱۸–۲۵ | ۲۳–۲۵ | ۱۶–۲۵ |       |       | ۵۷–۷۵   |
| ۱۴ ژوئیه | ونزوئلا | ۱–۳   | اسپانیا | ۲۴–۲۶ | ۱۹–۲۵ | ۲۵–۲۳ | ۲۲–۲۵ |       | ۹۰–۹۹   |
| ۱۴ ژوئیه | ایتالیا | ۰–۳   | چین     | ۲۳–۲۵ | ۲۳–۲۵ | ۲۵–۲۷ |       |       | ۷۱–۷۷   |
| ۱۹ ژوئیه | ونزوئلا | ۱–۳   | ایتالیا | ۱۹–۲۵ | ۲۵–۱۸ | ۲۵–۲۷ | ۲۰–۲۵ |       | ۸۹–۹۵   |
| ۲۰ ژوئیه | چین     | ۲–۳   | اسپانیا | ۲۷–۲۹ | ۲۵–۱۷ | ۲۵–۱۸ | ۲۳–۲۵ | ۱۶–۱۸ | ۱۱۶–۱۰۷ |
| ۲۱ ژوئیه | چین     | ۲–۳   | اسپانیا | ۲۵–۲۳ | ۲۵–۱۹ | ۲۱–۲۵ | ۲۵–۲۷ | ۱۷–۱۹ | ۱۱۳–۱۱۳ |
| ۲۱ ژوئیه | ونزوئلا | ۰–۳   | ایتالیا | ۳۱–۳۳ | ۱۸–۲۵ | ۲۲–۲۵ |       |       | ۷۱–۸۳   |
| ۲۷ ژوئیه | اسپانیا | ۰–۳   | ایتالیا | ۱۹–۲۵ | ۱۸–۲۵ | ۱۵–۲۵ |       |       | ۵۲–۷۵   |
| ۲۷ ژوئیه | چین     | ۳–۰   | ونزوئلا | ۲۵–۱۹ | ۲۵–۲۱ | ۲۵–۱۸ |       |       | ۷۵–۵۸   |
| ۲۸ ژوئیه | اسپانیا | ۱–۳   | ایتالیا | ۲۱–۲۵ | ۲۳–۲۵ | ۲۵–۲۲ | ۲۱–۲۵ |       | ۹۰–۹۷   |
| ۲۸ ژوئیه | چین     | ۳–۱   | ونزوئلا | ۲۲–۲۵ | ۲۵–۲۲ | ۲۵–۲۱ | ۲۵–۱۸ |       | ۹۷–۸۶   |
| ۲ اوت    | ونزوئلا | ۲–۳   | چین     | ۲۷–۲۹ | ۲۵–۱۹ | ۲۵–۲۰ | ۱۶–۲۵ | ۱۲–۱۵ | ۱۰۵–۱۰۸ |
| ۲ اوت    | ایتالیا | ۳–۱   | اسپانیا | ۲۵–۱۴ | ۲۲–۲۵ | ۲۵–۱۸ | ۲۵–۲۳ |       | ۹۷–۸۰   |
| ۴ اوت    | ونزوئلا | ۳–۱   | چین     | ۲۵–۲۰ | ۲۵–۱۸ | ۲۶–۲۸ | ۲۵–۲۱ |       | ۱۰۱–۸۷  |
| ۴ اوت    | ایتالیا | ۳–۰   | اسپانیا | ۲۶–۲۴ | ۲۵–۱۸ | ۲۵–۱۹ |       |       | ۷۶–۶۱   |

### گروه C
|      |       |          | مسابقات | مسابقات | ست‌ها | ست‌ها | ست‌ها  | امتیازها | امتیازها | امتیازها |
| رتبه | تیم   | امتیازها | برد     | باخت    | برد  | باخت | نسبت  | برد      | باخت     | نسبت     |
| ---- | ----- | -------- | ------- | ------- | ---- | ---- | ----- | -------- | -------- | -------- |
| ۱    | روسیه | ۲۳       | ۱۱      | ۱       | ۳۴   | ۱۲   | ۲٫۸۳۳ | ۱٬۱۰۲    | ۹۶۷      | ۱٫۱۴۰    |
| ۲    | هلند  | ۱۹       | ۷       | ۵       | ۲۳   | ۲۳   | ۱٫۰۰۰ | ۱٬۰۲۱    | ۱٬۰۵۶    | ۰٫۹۶۷    |
| ۳    | آلمان | ۱۶       | ۴       | ۸       | ۲۱   | ۳۰   | ۰٫۷۰۰ | ۱٬۱۴۵    | ۱۱۶۴     | ۰٫۹۸۴    |
| ۴    | کوبا  | ۱۴       | ۲       | ۱۰      | ۱۸   | ۳۱   | ۰٫۵۸۱ | ۱٬۰۴۵    | ۱۱۲۶     | ۰٫۹۲۸    |

### نتایج گروه C[۳]
| تاریخ    |       | نتیجه |       | ست ۱  | ست ۲  | ست ۳  | ست ۴  | ست ۵  | مجموع   |
| -------- | ----- | ----- | ----- | ----- | ----- | ----- | ----- | ----- | ------- |
| ۲۷ ژوئن  | آلمان | ۳–۱   | هلند  | ۲۵–۱۷ | ۲۲–۲۵ | ۲۵–۲۰ | ۲۵–۱۴ |       | ۹۷–۷۶   |
| ۲۸ ژوئن  | روسیه | ۳–۰   | کوبا  | ۲۵–۲۱ | ۲۵–۲۲ | ۲۵–۱۸ |       |       | ۷۵–۶۱   |
| ۲۸ ژوئن  | آلمان | ۰–۳   | هلند  | ۲۲–۲۵ | ۱۹–۲۵ | ۲۷–۲۹ |       |       | ۶۸–۷۹   |
| ۲۹ ژوئن  | روسیه | ۳–۲   | کوبا  | ۱۹–۲۵ | ۲۵–۱۴ | ۲۰–۲۵ | ۲۵–۲۲ | ۱۵–۱۰ | ۱۰۴–۹۶  |
| ۵ ژوئیه  | روسیه | ۳–۲   | آلمان | ۲۵–۲۷ | ۲۵–۲۲ | ۲۵–۲۱ | ۳۰–۳۲ | ۱۷–۱۵ | ۱۲۲–۱۱۷ |
| ۵ ژوئیه  | هلند  | ۳–۱   | کوبا  | ۲۵–۱۵ | ۲۴–۲۶ | ۲۵–۱۷ | ۲۵–۱۸ |       | ۹۹–۷۶   |
| ۶ ژوئیه  | روسیه | ۱–۳   | آلمان | ۱۸–۲۵ | ۲۵–۱۷ | ۲۳–۲۵ | ۱۷–۲۵ |       | ۸۳–۹۲   |
| ۶ ژوئیه  | هلند  | ۳–۱   | کوبا  | ۲۵–۱۷ | ۲۳–۲۵ | ۲۵–۲۰ | ۲۹–۲۷ |       | ۱۰۲–۸۹  |
| ۱۲ ژوئیه | هلند  | ۱–۳   | روسیه | ۱۲–۲۵ | ۲۵–۲۳ | ۲۰–۲۵ | ۱۷–۲۵ |       | ۷۴–۹۸   |
| ۱۲ ژوئیه | کوبا  | ۳–۱   | آلمان | ۱۷–۲۵ | ۲۵–۲۱ | ۲۸–۲۶ | ۲۵–۲۱ |       | ۹۵–۹۳   |
| ۱۳ ژوئیه | هلند  | ۰–۳   | روسیه | ۱۹–۲۵ | ۲۷–۲۹ | ۱۸–۲۵ |       |       | ۶۴–۷۹   |
| ۱۳ ژوئیه | کوبا  | ۳–۰   | آلمان | ۲۵–۲۲ | ۲۵–۲۳ | ۲۶–۲۴ |       |       | ۷۶–۶۹   |
| ۱۹ ژوئیه | هلند  | ۳–۲   | آلمان | ۲۷–۲۵ | ۲۵–۱۹ | ۲۲–۲۵ | ۲۳–۲۵ | ۱۵–۱۲ | ۱۱۲–۱۰۶ |
| ۱۹ ژوئیه | کوبا  | ۱–۳   | روسیه | ۲۵–۲۱ | ۲۰–۲۵ | ۱۹–۲۵ | ۱۸–۲۵ |       | ۸۲–۹۶   |
| ۲۰ ژوئیه | هلند  | ۳–۱   | آلمان | ۱۹–۲۵ | ۲۵–۲۱ | ۲۵–۲۳ | ۲۵–۲۱ |       | ۹۴–۹۰   |
| ۲۰ ژوئیه | کوبا  | ۰–۳   | روسیه | ۱۹–۲۵ | ۲۲–۲۵ | ۱۹–۲۵ |       |       | ۶۰–۷۵   |
| ۲۶ ژوئیه | کوبا  | ۱–۳   | هلند  | ۲۲–۲۵ | ۲۰–۲۵ | ۲۶–۲۴ | ۲۳–۲۵ |       | ۹۱–۹۹   |
| ۲۷ ژوئیه | آلمان | ۱–۳   | روسیه | ۱۳–۲۵ | ۲۶–۲۸ | ۲۵–۱۸ | ۳۳–۳۵ |       | ۹۷–۱۰۶  |
| ۲۷ ژوئیه | کوبا  | ۲–۳   | هلند  | ۲۰–۲۵ | ۲۵–۱۷ | ۲۱–۲۵ | ۲۵–۲۲ | ۱۱–۱۵ | ۱۰۲–۱۰۴ |
| ۲۸ ژوئیه | آلمان | ۲–۳   | روسیه | ۱۸–۲۵ | ۲۶–۲۴ | ۲۲–۲۵ | ۲۵–۱۳ | ۱۵–۱۷ | ۱۰۶–۱۰۴ |
| ۲ اوت    | روسیه | ۳–۰   | هلند  | ۲۵–۱۹ | ۲۵–۱۵ | ۳۵–۳۳ |       |       | ۸۵–۶۷   |
| ۳ اوت    | آلمان | ۳–۲   | کوبا  | ۲۵–۲۰ | ۲۴–۲۶ | ۲۵–۲۳ | ۱۹–۲۵ | ۲۰–۱۸ | ۱۱۳–۱۱۲ |
| ۳ اوت    | روسیه | ۳–۰   | هلند  | ۲۵–۱۴ | ۲۵–۲۰ | ۲۵–۱۷ |       |       | ۷۵–۵۱   |
| ۴ اوت    | آلمان | ۳–۲   | کوبا  | ۲۵–۲۳ | ۱۷–۲۵ | ۱۵–۲۵ | ۲۵–۱۹ | ۱۵–۱۳ | ۹۷–۱۰۵  |

### گروه D
|      |          |          | مسابقات | مسابقات | ست‌ها | ست‌ها | ست‌ها  | امتیازها | امتیازها | امتیازها |
| رتبه | تیم      | امتیازها | برد     | باخت    | برد  | باخت | نسبت  | برد      | باخت     | نسبت     |
| ---- | -------- | -------- | ------- | ------- | ---- | ---- | ----- | -------- | -------- | -------- |
| ۱    | فرانسه   | ۲۱       | ۹       | ۳       | ۲۹   | ۱۸   | ۱٫۶۱۱ | ۱٬۰۹۴    | ۱٬۰۲۸    | ۱٫۰۶۴    |
| ۲    | یوگسلاوی | ۲۰       | ۸       | ۴       | ۲۹   | ۱۷   | ۱٫۷۰۶ | ۱٬۰۵۶    | ۹۸۵      | ۱٫۰۷۲    |
| ۳    | یونان    | ۱۸       | ۶       | ۶       | ۲۳   | ۲۳   | ۱٫۰۰۰ | ۱٬۰۴۵    | ۱۰۲۵     | ۱٫۰۲۰    |
| ۴    | ژاپن     | ۱۳       | ۱       | ۱۱      | ۱۱   | ۳۴   | ۰٫۳۲۴ | ۹۴۶      | ۱۱۰۳     | ۰٫۸۵۸    |

### نتایج گروه D[۴]
| تاریخ    |          | نتیجه |          | ست ۱  | ست ۲  | ست ۳  | ست ۴  | ست ۵  | مجموع   |
| -------- | -------- | ----- | -------- | ----- | ----- | ----- | ----- | ----- | ------- |
| ۲۸ ژوئن  | فرانسه   | ۳–۰   | یوگسلاوی | ۲۵–۲۱ | ۲۵–۲۲ | ۲۵–۱۸ |       |       | ۷۵–۶۱   |
| ۲۸ ژوئن  | یونان    | ۳–۰   | ژاپن     | ۲۵–۱۷ | ۲۵–۱۹ | ۲۵–۲۳ |       |       | ۷۵–۵۹   |
| ۲۹ ژوئن  | فرانسه   | ۳–۱   | یوگسلاوی | ۱۹–۲۵ | ۲۵–۲۰ | ۲۵–۲۲ | ۲۵–۱۸ |       | ۹۴–۸۵   |
| ۳۰ ژوئن  | یونان    | ۳–۱   | ژاپن     | ۲۰–۲۵ | ۲۵–۲۲ | ۲۵–۲۲ | ۲۶–۲۴ |       | ۹۶–۹۳   |
| ۵ ژوئیه  | یوگسلاوی | ۳–۰   | یونان    | ۲۵–۱۹ | ۲۵–۲۲ | ۲۵–۱۹ |       |       | ۷۵–۶۰   |
| ۶ ژوئیه  | ژاپن     | ۰–۳   | فرانسه   | ۳۵–۳۷ | ۲۰–۲۵ | ۱۸–۲۵ |       |       | ۷۳–۸۷   |
| ۷ ژوئیه  | ژاپن     | ۱–۳   | فرانسه   | ۱۶–۲۵ | ۲۲–۲۵ | ۲۵–۲۳ | ۲۱–۲۵ |       | ۸۴–۹۸   |
| ۷ ژوئیه  | یوگسلاوی | ۲–۳   | یونان    | ۱۹–۲۵ | ۲۵–۲۳ | ۲۴–۲۶ | ۲۵–۲۰ | ۱۴–۱۶ | ۱۰۷–۱۱۰ |
| ۱۲ ژوئیه | یونان    | ۲–۳   | فرانسه   | ۲۷–۲۹ | ۲۵–۲۲ | ۲۰–۲۵ | ۲۵–۲۱ | ۱۳–۱۵ | ۱۱۰–۱۱۲ |
| ۱۳ ژوئیه | یوگسلاوی | ۳–۰   | ژاپن     | ۲۵–۱۳ | ۲۵–۱۷ | ۲۵–۲۰ |       |       | ۷۵–۵۰   |
| ۱۴ ژوئیه | یوگسلاوی | ۳–۰   | ژاپن     | ۲۵–۲۰ | ۲۵–۱۵ | ۲۵–۲۰ |       |       | ۷۵–۵۵   |
| ۱۴ ژوئیه | یونان    | ۳–۰   | فرانسه   | ۲۵–۱۲ | ۲۵–۲۱ | ۲۵–۲۳ |       |       | ۷۵–۵۶   |
| ۱۹ ژوئیه | فرانسه   | ۳–۲   | ژاپن     | ۲۲–۲۵ | ۲۵–۲۱ | ۲۶–۲۸ | ۲۵–۱۴ | ۱۵–۷  | ۱۱۳–۹۵  |
| ۲۰ ژوئیه | فرانسه   | ۳–۱   | ژاپن     | ۲۵–۱۴ | ۲۷–۲۹ | ۲۵–۱۸ | ۲۵–۲۳ |       | ۱۰۲–۸۴  |
| ۲۱ ژوئیه | یونان    | ۰–۳   | یوگسلاوی | ۱۷–۲۵ | ۲۲–۲۵ | ۲۷–۲۹ |       |       | ۶۶–۷۹   |
| ۲۲ ژوئیه | یونان    | ۲–۳   | یوگسلاوی | ۲۵–۱۹ | ۲۳–۲۵ | ۱۹–۲۵ | ۲۵–۱۸ | ۱۴–۱۶ | ۱۰۶–۱۰۳ |
| ۲۶ ژوئیه | فرانسه   | ۱–۳   | یونان    | ۲۰–۲۵ | ۱۷–۲۵ | ۲۵–۱۷ | ۲۴–۲۶ |       | ۸۶–۹۳   |
| ۲۷ ژوئیه | ژاپن     | ۲–۳   | یوگسلاوی | ۲۵–۲۳ | ۲۱–۲۵ | ۲۳–۲۵ | ۲۷–۲۵ | ۱۰–۱۵ | ۱۰۶–۱۱۳ |
| ۲۷ ژوئیه | فرانسه   | ۳–۰   | یونان    | ۲۵–۲۱ | ۲۵–۲۱ | ۲۵–۲۳ |       |       | ۷۵–۶۵   |
| ۲۸ ژوئیه | ژاپن     | ۰–۳   | یوگسلاوی | ۱۷–۲۵ | ۲۲–۲۵ | ۲۸–۳۰ |       |       | ۶۷–۸۰   |
| ۲ اوت    | یوگسلاوی | ۲–۳   | فرانسه   | ۲۵–۲۰ | ۲۳–۲۵ | ۲۱–۲۵ | ۲۵–۱۹ | ۱۱–۱۵ | ۱۰۵–۱۰۴ |
| ۳ اوت    | ژاپن     | ۱–۳   | یونان    | ۲۲–۲۵ | ۲۵–۲۳ | ۲۳–۲۵ | ۱۶–۲۵ |       | ۸۶–۹۸   |
| ۴ اوت    | ژاپن     | ۳–۱   | یونان    | ۱۹–۲۵ | ۲۵–۲۱ | ۲۵–۲۳ | ۲۵–۲۲ |       | ۹۴–۹۱   |
| ۴ اوت    | یوگسلاوی | ۳–۱   | فرانسه   | ۱۹–۲۵ | ۲۹–۲۷ | ۲۵–۲۲ | ۲۵–۱۸ |       | ۹۸–۹۲   |

## دور نهایی
- همه ساعت‌ها به وقت محلی برزیل نوشته شده‌است.

### بازی‌های گروهی
|  | واجد شرایط برای حضور در دور نیمه‌نهایی |

#### گروه E
- میزبان:  Ginásio de Esportes Geraldo Magalhães، رسیفی، برزیل

|      |         |          | مسابقات | مسابقات | ست‌ها | ست‌ها | ست‌ها  | امتیازها | امتیازها | امتیازها |
| رتبه | تیم     | امتیازها | برد     | باخت    | برد  | باخت | نسبت  | برد      | باخت     | نسبت     |
| ---- | ------- | -------- | ------- | ------- | ---- | ---- | ----- | -------- | -------- | -------- |
| ۱    | برزیل   | ۶        | ۳       | ۰       | ۹    | ۱    | ۹٫۰۰۰ | ۲۴۹      | ۲۱۴      | ۱٫۱۶۴    |
| ۲    | روسیه   | ۴        | ۱       | ۲       | ۵    | ۶    | ۰٫۸۳۳ | ۲۵۶      | ۲۵۵      | ۱٫۰۰۴    |
| ۳    | اسپانیا | ۴        | ۱       | ۲       | ۵    | ۸    | ۰٫۶۲۵ | ۲۸۵      | ۳۰۸      | ۰٫۹۲۵    |
| ۴    | هلند    | ۴        | ۱       | ۲       | ۳    | ۷    | ۰٫۴۲۹ | ۲۲۵      | ۲۳۸      | ۰٫۹۴۵    |

| تاریخ  | ساعت  |       | امتیاز |         | ست ۱  | ست ۲  | ست ۳  | ست ۴  | ست ۵  | مجموع   | گزارش |
| ------ | ----- | ----- | ------ | ------- | ----- | ----- | ----- | ----- | ----- | ------- | ----- |
| ۱۳ اوت | ۱۵:۳۳ | برزیل | ۳–۱    | اسپانیا | ۲۵–۱۷ | ۲۱–۲۵ | ۲۵–۱۸ | ۲۵–۲۱ |       | ۹۶–۸۱   | P2    |
| ۱۳ اوت | ۱۸:۰۰ | روسیه | ۳–۰    | هلند    | ۲۵–۲۲ | ۲۵–۲۲ | ۲۵–۱۷ |       |       | ۷۵–۶۱   | P2    |
| ۱۴ اوت | ۱۵:۳۵ | برزیل | ۳–۰    | هلند    | ۲۵–۲۳ | ۲۵–۱۸ | ۲۵–۲۳ |       |       | ۷۵–۶۴   | P2    |
| ۱۴ اوت | ۱۸:۰۰ | روسیه | ۲–۳    | اسپانیا | ۲۱–۲۵ | ۲۵–۲۳ | ۲۴–۲۶ | ۲۵–۲۳ | ۱۷–۱۹ | ۱۱۲–۱۱۶ | P2    |
| ۱۵ اوت | ۱۵:۳۲ | برزیل | ۳–۰    | روسیه   | ۲۵–۲۳ | ۲۸–۲۶ | ۲۵–۲۰ |       |       | ۷۸–۶۹   | P2    |
| ۱۵ اوت | ۱۸:۰۰ | هلند  | ۳–۱    | اسپانیا | ۲۵–۲۰ | ۲۵–۲۷ | ۲۵–۲۳ | ۲۵–۱۸ |       | ۱۰۰–۸۸  | P2    |

#### گروه F
- میزبان:  Mineirinho، بلو هوریزونته، برزیل

|      |          |          | مسابقات | مسابقات | ست‌ها | ست‌ها | ست‌ها  | امتیازها | امتیازها | امتیازها |
| رتبه | تیم      | امتیازها | برد     | باخت    | برد  | باخت | نسبت  | برد      | باخت     | نسبت     |
| ---- | -------- | -------- | ------- | ------- | ---- | ---- | ----- | -------- | -------- | -------- |
| ۱    | ایتالیا  | ۶        | ۳       | ۰       | ۹    | ۳    | ۳٫۰۰۰ | ۲۸۳      | ۲۳۸      | ۱٫۱۸۹    |
| ۲    | یوگسلاوی | ۵        | ۲       | ۱       | ۸    | ۳    | ۲٫۶۶۷ | ۲۵۶      | ۲۲۲      | ۱٫۱۵۳    |
| ۳    | لهستان   | ۴        | ۱       | ۲       | ۴    | ۶    | ۰٫۶۶۷ | ۲۰۷      | ۲۳۹      | ۰٫۸۶۶    |
| ۴    | فرانسه   | ۳        | ۰       | ۳       | ۰    | ۹    | ۰٫۰۰۰ | ۱۸۱      | ۲۲۸      | ۰٫۷۹۴    |

| تاریخ  | ساعت  |          | امتیاز |         | ست ۱  | ست ۲  | ست ۳  | ست ۴  | ست ۵  | مجموع   | گزارش |
| ------ | ----- | -------- | ------ | ------- | ----- | ----- | ----- | ----- | ----- | ------- | ----- |
| ۱۳ اوت | ۱۷:۳۰ | ایتالیا  | ۳–۰    | فرانسه  | ۲۵–۱۴ | ۲۵–۲۳ | ۲۵–۲۱ |       |       | ۷۵–۵۸   | P2    |
| ۱۳ اوت | ۲۰:۰۲ | یوگسلاوی | ۳–۰    | لهستان  | ۲۵–۲۰ | ۲۵–۲۲ | ۲۵–۱۳ |       |       | ۷۵–۵۵   | P2    |
| ۱۴ اوت | ۱۷:۳۰ | ایتالیا  | ۳–۱    | لهستان  | ۲۲–۲۵ | ۲۵–۱۹ | ۲۵–۱۵ | ۲۵–۱۵ |       | ۹۷–۷۴   | P2    |
| ۱۴ اوت | ۲۰:۰۰ | یوگسلاوی | ۳–۰    | فرانسه  | ۲۵–۱۹ | ۲۵–۲۰ | ۲۵–۱۷ |       |       | ۷۵–۵۶   | P2    |
| ۱۵ اوت | ۱۷:۳۰ | یوگسلاوی | ۲–۳    | ایتالیا | ۲۵–۲۲ | ۲۳–۲۵ | ۱۸–۲۵ | ۲۵–۲۲ | ۱۵–۱۷ | ۱۰۶–۱۱۱ | P2    |
| ۱۵ اوت | ۲۰:۰۰ | فرانسه   | ۰–۳    | لهستان  | ۲۶–۲۸ | ۲۳–۲۵ | ۱۸–۲۵ |       |       | ۶۷–۷۸   | P2    |

### نیمه‌نهایی
- میزبان:  Mineirinho، بلو هوریزونته، برزیل

|  | نیمه‌نهایی | نیمه‌نهایی |   |          | نهایی    | نهایی |  |
|  |           |           |   |          |          |       |  |
|  | ۱۷ اوت    |           |   |          |          |       |  |
|  | برزیل     | ۳         |   |          |          |       |  |
|  | یوگسلاوی  | ۲         |   |          |          |       |  |
|  |           |           |   |          |          |       |  |
|  |           |           |   |          | ۱۸ اوت   |       |  |
|  |           |           |   |          | برزیل    | ۱     |  |
|  |           | روسیه     | ۳ |          |          |       |  |
|  |           |           |   |          |          |       |  |
|  |           |           |   |          |          |       |  |
|  |           |           |   |          | مکان سوم |       |  |
|  | ۱۷ اوت    | ۱۷ اوت    |   | ۱۸ اوت   | ۱۸ اوت   |       |  |
|  | روسیه     | ۳         |   | یوگسلاوی | ۳        |       |  |
|  | ایتالیا   | ۱         |   |          | ایتالیا  | ۱     |  |

#### نیمه‌نهایی
| تاریخ  | ساعت  |       | امتیاز |          | ست ۱  | ست ۲  | ست ۳  | ست ۴  | ست ۵  | مجموع  | گزارش |
| ------ | ----- | ----- | ------ | -------- | ----- | ----- | ----- | ----- | ----- | ------ | ----- |
| ۱۷ اوت | ۱۰:۱۰ | برزیل | ۳–۲    | یوگسلاوی | ۲۵–۲۷ | ۲۵–۱۹ | ۲۵–۱۲ | ۲۱–۲۵ | ۱۸–۱۶ | ۱۱۴–۹۹ | P2    |
| ۱۷ اوت | ۱۲:۴۰ | روسیه | ۳–۱    | ایتالیا  | ۲۳–۲۵ | ۲۵–۱۹ | ۲۵–۲۰ | ۲۵–۲۲ |       | ۹۸–۸۶  | P2    |

#### بازی مکان سوم
| تاریخ  | ساعت  |          | امتیاز |         | ست ۱  | ست ۲  | ست ۳  | ست ۴  | ست ۵ | مجموع  | گزارش |
| ------ | ----- | -------- | ------ | ------- | ----- | ----- | ----- | ----- | ---- | ------ | ----- |
| ۱۸ اوت | ۰۹:۰۰ | یوگسلاوی | ۳–۱    | ایتالیا | ۲۸–۲۶ | ۲۹–۲۷ | ۲۳–۲۵ | ۲۵–۲۱ |      | ۱۰۵–۹۹ | P2    |

#### نهایی
| تاریخ  | ساعت  |       | امتیاز |       | ست ۱  | ست ۲  | ست ۳  | ست ۴  | ست ۵ | مجموع | گزارش |
| ------ | ----- | ----- | ------ | ----- | ----- | ----- | ----- | ----- | ---- | ----- | ----- |
| ۱۸ اوت | ۱۱:۳۰ | برزیل | ۱–۳    | روسیه | ۲۱–۲۵ | ۲۳–۲۵ | ۲۵–۲۲ | ۱۷–۲۵ |      | ۸۶–۹۷ | P2    |

## رده‌بندی نهایی
| رتبه | تیم      |
| ---- | -------- |
| 1    | روسیه    |
| 2    | برزیل    |
| 3    | یوگسلاوی |
| ۴    | ایتالیا  |
| ۵    | لهستان   |
| ۵    | اسپانیا  |
| ۷    | فرانسه   |
| ۷    | هلند     |
| ۹    | آرژانتین |
| ۹    | چین      |
| ۹    | آلمان    |
| ۹    | یونان    |
| ۱۳   | کوبا     |
| ۱۳   | ژاپن     |
| ۱۳   | پرتغال   |
| ۱۳   | ونزوئلا  |

| قهرمان لیگ جهانی والیبال ۲۰۰۲ |
| ----------------------------- |
| · روسیه · نخستین عنوان        |

## جوایز
- باارزش‌ترین بازیکن

 ایوان میلیکوویچ
- بهترین اسپک زننده

 پاول آبراموف
- بهترین دفاع کننده

 الکسی کلشوف
- بهترین سرویس زننده

 وادیم خاموتسکیخ